# Koaixvita
La koaixvita és un mineral de la classe dels silicats, que pertany al grup de la lovozerita. Rep el nom del mont Koaixva, a Rússia, la seva localitat tipus.

## Característiques
La koaixvita és un ciclosilicat de fórmula química Na₆(Ca,Mn)(Ti,Fe)Si₆O18·H₂O. Cristal·litza en el sistema ortoròmbic. La seva duresa a l'escala de Mohs és 6.
Segons la classificació de Nickel-Strunz, la koaixvita pertany a «09.CJ - Ciclosilicats amb enllaços senzills de 6 [Si₆O18]12- (sechser-Einfachringe), sense anions complexos aïllats» juntament amb els següents minerals: bazzita, beril, indialita, stoppaniïta, cordierita, sekaninaïta, combeïta, imandrita, kazakovita, lovozerita, tisinalita, zirsinalita, litvinskita, kapustinita, baratovita, katayamalita, aleksandrovita, dioptasa, kostylevita, petarasita, gerenita-(Y), odintsovita, mathewrogersita i pezzottaïta.

## Formació i jaciments
Va ser descoberta al mont Koaixva, una muntanya que es troba al massís de Khibini, dins l'óblast de Múrmansk (Districte Federal del Nord-oest, Rússia). També dins el massís de Khibini ha estat descrita al mont Yukspor i a la vall del riu Vuonnemiok. Aquests tres indrets propers són els únics de tot el planeta on ha estat descrita aquesta espècie mineral.